# Meltem Kaptan
Meltem Kaptan (ur. 8 lipca 1980 w Gütersloh) – niemiecka osobowość telewizyjna, prezenterka, komiczka, aktorka filmowa i telewizyjna pochodzenia tureckiego. 
Laureatka Srebrnego Niedźwiedzia za najlepszą rolę główną na 72. MFF w Berlinie za kreację tytułowej bohaterki w dramacie Rabiye Kurnaz kontra George W. Bush (2021) w reżyserii Andreasa Dresena. Kaptan zagrała w tym filmie zwykłą gospodynię domową, której syn został niesłusznie umieszczony w więzieniu Guantanamo. Zdesperowana bohaterka, Rabiye, jest gotowa na wszystko, byle tylko uwolnić swojego syna.
Od 2015 roku jest mężem jest Daniel Holl. Para mieszka na stałe w Kolonii.